# Seznam ulic v Mokré Hoře
Seznam ulic v Mokré Hoře uvádí přehled ulic a veřejných prostranství na území evidenční části obce Mokrá Hora v Brně, která je územně totožná s katastrálním územím Mokrá Hora a tvoří část městské části Brno-Řečkovice a Mokrá Hora.

## Seznam
| Název             | Pojmenováno po            | Souřadnice                       | Obrázek | Commons            | RÚIAN | Mapy.cz       |
| ----------------- | ------------------------- | -------------------------------- | ------- | ------------------ | ----- | ------------- |
| Boženy Antonínové | Božena Antonínová         | 49°15′31″ s. š., 16°35′33″ v. d. |         |                    | 21636 | stre&id=79008 |
| Brigádnická       | brigáda                   | 49°15′41″ s. š., 16°35′11″ v. d. |         | Brigádnická (Brno) | 37206 | stre&id=80559 |
| Jandáskova        | Ladislav Jandásek         | 49°15′24″ s. š., 16°35′31″ v. d. |         | Jandáskova (Brno)  | 24660 | stre&id=79310 |
| Pod hájkem        |                           | 49°15′33″ s. š., 16°35′32″ v. d. |         |                    | 36625 | stre&id=80501 |
| Pod zahradami     | zahrada                   | 49°15′28″ s. š., 16°35′33″ v. d. |         |                    | 29777 | stre&id=79819 |
| Skoumalova        | Richard Skoumal           | 49°15′37″ s. š., 16°35′29″ v. d. |         |                    | 31551 | stre&id=79996 |
| Skrejš            |                           | 49°15′43″ s. š., 16°35′53″ v. d. |         |                    | 31569 | stre&id=79997 |
| Tumaňanova        | Arutjun Isajevič Tumanjan | 49°15′37″ s. š., 16°35′37″ v. d. |         | Tumaňanova         | 33588 | stre&id=80198 |
| U Vránova mlýna   | Vránův mlýn               | 49°15′52″ s. š., 16°34′55″ v. d. |         | U Vránova mlýna    | 37087 | stre&id=80547 |
| Úhledná           |                           | 49°15′37″ s. š., 16°35′10″ v. d. |         |                    | 34061 | stre&id=80246 |